# Élection présidentielle autrichienne de 1986
L’élection présidentielle autrichienne de 1986 (Bundespräsidentenwahl in Österreich 1986) se sont tenues en Autriche le 4 mai 1986 et le 8 juin 1986, en vue d'élire le président fédéral pour un mandat de six ans. Le conservateur Kurt Waldheim a été élu au 2e tour avec près de 54 % des suffrages.
Le président sortant, Rudolf Kirchschläger ne peut pas se représenter, la constitution le limitant à 2 mandats.

## Résultats
|                          |                          |                                 | Premier tour | Premier tour | Second tour | Second tour |
| ------------------------ | ------------------------ | ------------------------------- | ------------ | ------------ | ----------- | ----------- |
| Inscrits                 | Inscrits                 | Inscrits                        | 5 436 846    |              | 5 436 846   |             |
| Abstentions              | Abstentions              | Abstentions                     | 572 137      | 10,52 %      | 690 997     | 12,71 %     |
| Votants                  | Votants                  | Votants                         | 4 864 709    | 89,48 %      | 4 745 849   | 87,29 %     |
|                          |                          |                                 |              |              |             |             |
| Bulletins enregistrés    | Bulletins enregistrés    | Bulletins enregistrés           | 4 864 709    |              | 4 745 849   |             |
| Bulletins blancs ou nuls | Bulletins blancs ou nuls | Bulletins blancs ou nuls        | 144 729      | 2,98 %       | 174 039     | 3,67 %      |
| Suffrages exprimés       | Suffrages exprimés       | Suffrages exprimés              | 4 719 980    | 97,02 %      | 4 571 810   | 96,33 %     |
|                          |                          |                                 |              |              |             |             |
|                          | Candidat                 | Parti                           | Suffrages    | Pourcentage  | Suffrages   | Pourcentage |
|                          | Kurt Waldheim            | Parti populaire autrichien      | 2 343 463    | 49,65 %      | 2 464 787   | 53,91 %     |
|                          | Kurt Steyrer             | Parti socialiste d'Autriche     | 2 061 104    | 43,67 %      | 2 107 023   | 46,09 %     |
|                          | Freda Meissner-Blau      | Les Verts - L'Alternative verte | 259 689      | 5,5 %        |             |             |
|                          | Otto Scrinzi             | Parti de la liberté d'Autriche  | 55 724       | 1,18 %       |             |             |

## Conséquences
La victoire de Kurt Waldheim conduit à la démission du chancelier fédéral Fred Sinowatz.